# Jean Hale
Pour les articles homonymes, voir Hale.
Jean Hale, née Carol Jean Hale le 27 décembre 1938 à Salt Lake City, dans l'Utah et morte le 3 août 2021 à Santa Monica en Californie, est une actrice américaine.

## Vie privée
De 1961 à 1984, Jean Hale est mariée à l'acteur américain Dabney Coleman. Ensemble, ils ont quatre enfants : Meghan, Quincy, Randy Coleman et Kelly Johns, tous les quatre devenus acteurs et actrices.

## Filmographie

### Au cinéma
- 1963 : Les Scorpions noirs (Violent Midnight) de Richard Hilliard : Carol Bishop
- 1964 : Cinq Mille Dollars mort ou vif (Taggart) de R. G. Springsteen : Miriam Stark
- 1965 : McHale's Navy Joins the Air Force d'Edward Montagne : Le sergent Madge Collins
- 1966 : La Statue en or massif (The Oscar) de Russell Rouse : Cheryl Barker
- 1967 : F comme Flint (In Like Flint) de Gordon Douglas : Lisa Norton / Nora Benson
- 1967 : L'Affaire Al Capone (The St. Valentine's Day Massacre) de Roger Corman : Myrtle

### À la télévision
Séries télévisées
- 1960 : Naked City, épisode « Killer with a Kiss » (2-6) : Une infirmière
- 1963 : The Dick Powell Show (en), épisode « The Rage of Silence » (2-18) : La première fille
- 1963 : Mon martien favori (My Favorite Martian), épisode « The Atom Misers » (1-11) : Jeanine Carter
- 1963 : Suspicion (The Alfred Hitchcock Hour), épisode « Starring the Defense » (2-7) : Barbara « Babs » Riordan
- 1964 : Suspicion (The Alfred Hitchcock Hour), épisode « Three Wives Too Many » (2-12) : Bernice Brown
- 1964 : La Grande Caravane (Wagon Train), épisode « The Stark Bluff Story » (7-29) : Susan Durfee
- 1964 : Sur le pont, la marine ! (McHale's Navy), épisode « Lester, the Skipper » (3-2) : Ginger
- 1964 : Tom, Dick and Mary, épisode « Mary Gentry, Girl Cupid » (1-2) : Sally Lou
- 1964 : Le Virginien (The Virginian), épisode « A Matter of Destiny » (2-21) : Janet Lawrence
- 1965 : The Rogues, épisode « Gambit by the Golden Gate » (1-17) : Elizabeth Cavanaugh
- 1965 : Le Fugitif (The Fugitive), épisode « The Old Man Picked a Lemon » (2-29) : Lisa
- 1965 : Sur le pont, la marine ! (McHale's Navy), épisode « A Star Falls on Taratupa » (3-35) : Mimi St. Clair
- 1965 : Haute Tension (Kraft Suspense Theatre), épisode « Le Sceptre de Louis XIV (Twixt the Cup and the Lip) » (2-27) : Lambie Lovelace
- 1965 : Perry Mason, épisode « The Case of the Murderous Mermaid » (8-23) : Reggie Lansfield
- 1965 : Perry Mason, épisode « The Case of the Laughing Lady » (9-1) : Carla Chaney
- 1965 : Les Mystères de l'Ouest (The Wild Wild West), épisode « La Nuit de la ville sans voix (The Night That Terror Stalked the Town) » (1-10) : Marie Pincher
- 1965 : The Smothers Brothers Show, épisode « The Rise and Fall of the Wedding Cake » (1-16) : Marlene Ettinger
- 1965 – 1966 : Bob Hope Presents the Chrysler Theatre, 3 épisodes : Divers rôles
- 1966 : The Loner, épisode « A Question of Guilt » (1-20) : Myra Bromley
- 1966 : The Legend of Jesse James, épisode « Return to Lawrence » (1-20) : Elizabeth
- 1966 : Papa Schultz (Hogan's Heroes), épisode « Trois femmes au stalag (I Look Better in Basic Black) » (1-28) : Kathy Pruitt
- 1967 : Batman, épisodes « Cagoule contaminée (The Contaminated Cowl) » (2-35) et « Le travailleur du chapeau (The Mad Hatter Runs a Foul) » (2-36) : Polly
- 1967 : Tarzan, épisode « Hotel Hurricane » (2-9) : Lora Dunfee
- 1968 : Bonanza, épisode « The Real People of Muddy Creek » (10-4) : Casey Collins
- 1969 : Hawaï police d'État (Hawaii Five-O), épisode « Son dernier round (Along Came Joey) » (1-18) : Lois Walker
- 1971 : Le Virginien (The Virginian), épisode « The Politician » (9-15) : Eileen Terry
- 1971 : Storefront Lawyers, épisode « The Truth, the Whole Truth - And Anything Else That Works » (1-18)
- 1972 : La Nouvelle Équipe (The Mod Squad), épisode « Kristie » (5-14) : Marion
- 1975 : Cannon, épisode « La Fugue (Lady On the Run) » (4-21) : Jackie Rockwell

Téléfilms
- 1987 : Pals de Lou Antonio : Muffy
- 1990 : Thanksgiving Day de Gino Tanasescu : Melanie Crandall
- 1991 : Mensonges d'amour (Lies Before Kisses) de Lou Antonio : Veronica